# Kanuri
El kanuri és un continu dialectal parlat per aproximadament 4 milions de persones a Nigèria, el Níger, el Txad i el Camerun, així com per minories del sud de Líbia i per una diàpora al Sudan. Pertany al subfílum occidental de les Sàhara de les llengües niloticosaharianes. El kanuri és parlat principalment a les terres baixes del llac Txad, amb parlants al Camerun, el Txad, el Níger, Nigèria i el Sudan. El kanuri és una llengua associada als imperis de Kanem i Bornu que varen dominar la regió del llac Txad durant un miler d'anys. L'ordre bàsic de les paraules en les oracions és primer el subjecte, després els complements i el verb al final, per la qual cosa es considera una llengua SOV. Això és tipològicament inusual tenir-ho al mateix temps que es té postposicions i modificadors postnominals, però hi ha altres llengües que també ho tenen com el japonès. Té tres tons: alt, baix i declinant. Tradicionalment havia estat una lingua franca però el seu ús ha anat disminuint en les últimes dècades. La majoria de parlants d'aquesta llengua també parlen hausa o àrab com a segona llengua.

## Dialectes
L'Etnologue divideix el kanuri en les següents llengües, mentre que alguns lingüistes els entenen com a dialectes d'una mateixa llengua:
- Kanuri central
- Kanuri manga
- Kanuri tumari
- Kanuri kanembu

El SIL considera que el "kanuri" és una macrollengua que agrupa les tres primeres divisions.

## Escriptura
El kanuri ha estat escrit fent servir l'escriptura ajami. Recentment també s'escriu en una versió modificada de l'alfabet llatí.

### Alfabet
a b c d e ǝ f g h i j k l m n ny o p r ɍ s sh t u w y z